# Myzornis
Genre
Myzornis est un genre monotypique de passereaux de la famille des Sylviidae. Il se trouve à l'état naturel dans l'Himalaya et le Nord-Est de la Birmanie
.

## Liste des espèces
Selon la classification de référence du Congrès ornithologique international (version 8.1, 2018) :
- Myzornis pyrrhoura Blyth, 1843 — Myzorne queue-de-feu, Timalie à queue en feu